# Bambino (kem)
Bambino là một loại kem lạnh cơ bản được bán lần đầu tiên tại Cộng hòa Nhân dân Ba Lan (PRL). Nó có hình dạng như một que, cùng với một thanh gỗ. Nhiều nhà máy sản xuất nó, thay đổi bao bì và công thức của nó. Tên này xuất phát từ tiếng Ý "bambino", có nghĩa là "đứa trẻ". Từ năm 1968, việc sản phẩm được sản xuất bởi hợp tác xã sữa Jogo (từ năm 1968) tại Łódź. 

Kem Bambino

## Lịch sử
Việc sản xuất kem Bambino bắt đầu vào đầu những năm 1960, sau khi chính phủ Ba Lan mua lại máy móc của Đan Mạch. Trong số các vị kem có sô cô la, dâu tây và cà phê. Nó cũng có hương sô cô la phủ sương.
Thông thường, kem được đóng gói trong giấy màu nâu, cứng và thường được bán trên bãi biển hoặc đường phố từ các hộp màu trắng chứa đầy mùn cưa hoặc đá nhân tạo. Người bán đã sử dụng khẩu hiệu để ca ngợi sản phẩm của họ. Trong một thời gian dài, bambino là loại kem duy nhất dạng que được bán trong nước.
Ngày nay, bao bì đã được cập nhật và có màu nâu nhạt và xanh dương và có hình gấu bắc cực.

## Calypso
Một biến thể của bambino mà không có que được gọi là Calypso. Đôi khi nó được bán giữa hai bánh quế. Nó được sản xuất rộng rãi. Nhà cung cấp lớn nhất là Kho lạnh Nhà nước ở Gdańsk, ngày nay được gọi là Lodmor . Bao bì bao gồm hình ảnh của người phụ nữ nhỏ gốc Phi bên cạnh logo của nhà sản xuất mô tả một con sư tử biển.